# Collingwood Magpies
Collingwood Magpies är en professionell australisk fotbollsklubb från Melbourne, Victoria. Klubben tävlar i Australian Football League.